# رویینا
رویینا (به آلمانی: Rujen) در لتونی با جمعیت ۳٬۳۷۷ نفر است که در شهرداری رویینا واقع شده‌است.